# كيلي هودجكينسون
كيلي هودجكينسون (مواليد 3 مارس 2002) هي لاعبة ألعاب قوى بريطانية فازت بالميدالية الفضية في الألعاب الأولمبية الصيفية 2020 في سباق 800 متر.وفي أولمبياد باريس 2024 أحرزت الميدالية الذهبية في سباق 800 متر.